# A-mei
Кулілай Аміт (кит. трад. 張惠妹, спр. 张惠妹, піньїнь: Zhāng Huìmèi, народилася 9 серпня 1972) — тайванська співачка та авторка пісень, більш відома під псевдонімом A-mei, належить до народності Пуюма. Дебютувала в 1996 році з альбомом Sisters. З альбомами Truth (2001), Amit (2009), та Faces of Paranoia (2014) А-мей отримала Golden Melody Awards як краща співачка мандаринською мовою, і стала однією із виконавиць, хто хто отримував перемогу в даній категорії найчастіше. Продавши понад 50 мільйонів записів вона досягла успіху і популярності в китайськомовному світі.

## Біографія

### 1972—1996: Дитинство і початок кар'єри
А-мей народилася у сім'ї народності Пуюма в Бейнані (Тайдун, Тайвань. В 1992 році вона вирушає до Тайбею  і бере участь у конкурсі Star Singing Five Lights від тайванської телевізійної програми Five Lights Awards де проходить до фіналу але втрачає перемогу. В 1993 вона знову бере участь у співочому конкурсі який виграє. Після цього в 1995 році вона приєднується до гурту своїх родичів і починає виступати у пабах Тайбею. Її виступ у пабі вразив тайванського музичного продюсера Chang Yu-sheng і тодішнього директора Тайванського лейбла Forward Music Chang Hsiao-yen. У березні 1996 року вона підписала контракт з Forward Music.

## Дискографія
- Sisters (1996)
- Bad Boy (1997)
- Holding Hands (1998)
- Can I Hug You, Lover? (1999)
- Regardless (2000)
- Truth (2001)
- Fever (2002)
- Brave (2003)
- Maybe Tomorrow (2004)
- I Want Happiness? (2006)
- Star (2007)
- Amit (2009)
- R U Watching? (2011)
- Faces of Paranoia (2014)
- Amit 2 (2015)
- Story Thief (2017)